# Tiriolo

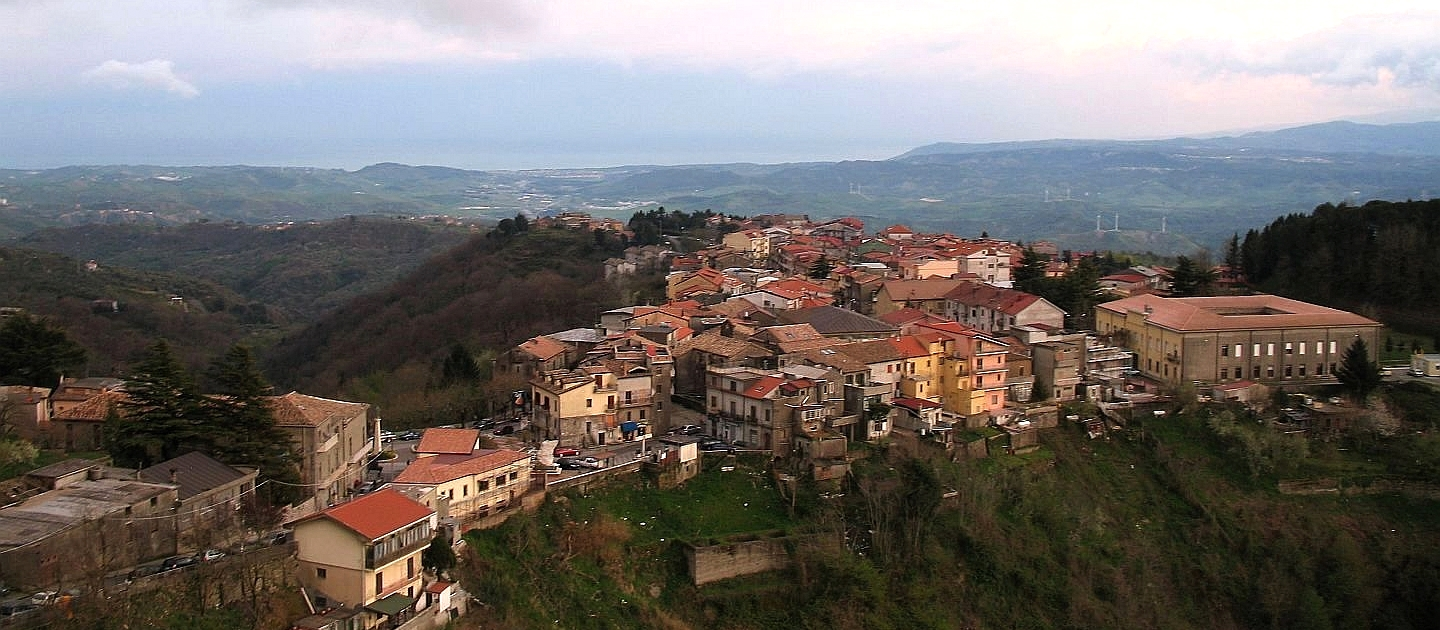
Panorama

Tiriolo ist eine italienische Gemeinde mit 3536 Einwohnern (Stand 31. Dezember 2023) in der Provinz Catanzaro, Region Kalabrien.
Das Gebiet der Gemeinde liegt auf einer Höhe von 690 m über dem Meeresspiegel und umfasst eine Fläche von 29,98 km². Die Nachbargemeinden sind Catanzaro, Gimigliano, Marcellinara, Miglierina, San Pietro Apostolo und Settingiano. Die Ortsteile sind Pratora, Sarrottino und Soluri. Tiriolo liegt 19 km nordwestlich von Catanzaro.
Der deutsche Historiker Armin Wolf ist seit 2015 Ehrenbürger Tiriolos. Er vertritt die These, die Phäaken der Odyssee seien in Kalabrien beheimatet gewesen, und lokalisiert ihre Hauptstadt bei Tiriolo.